# Hrázděná stavba

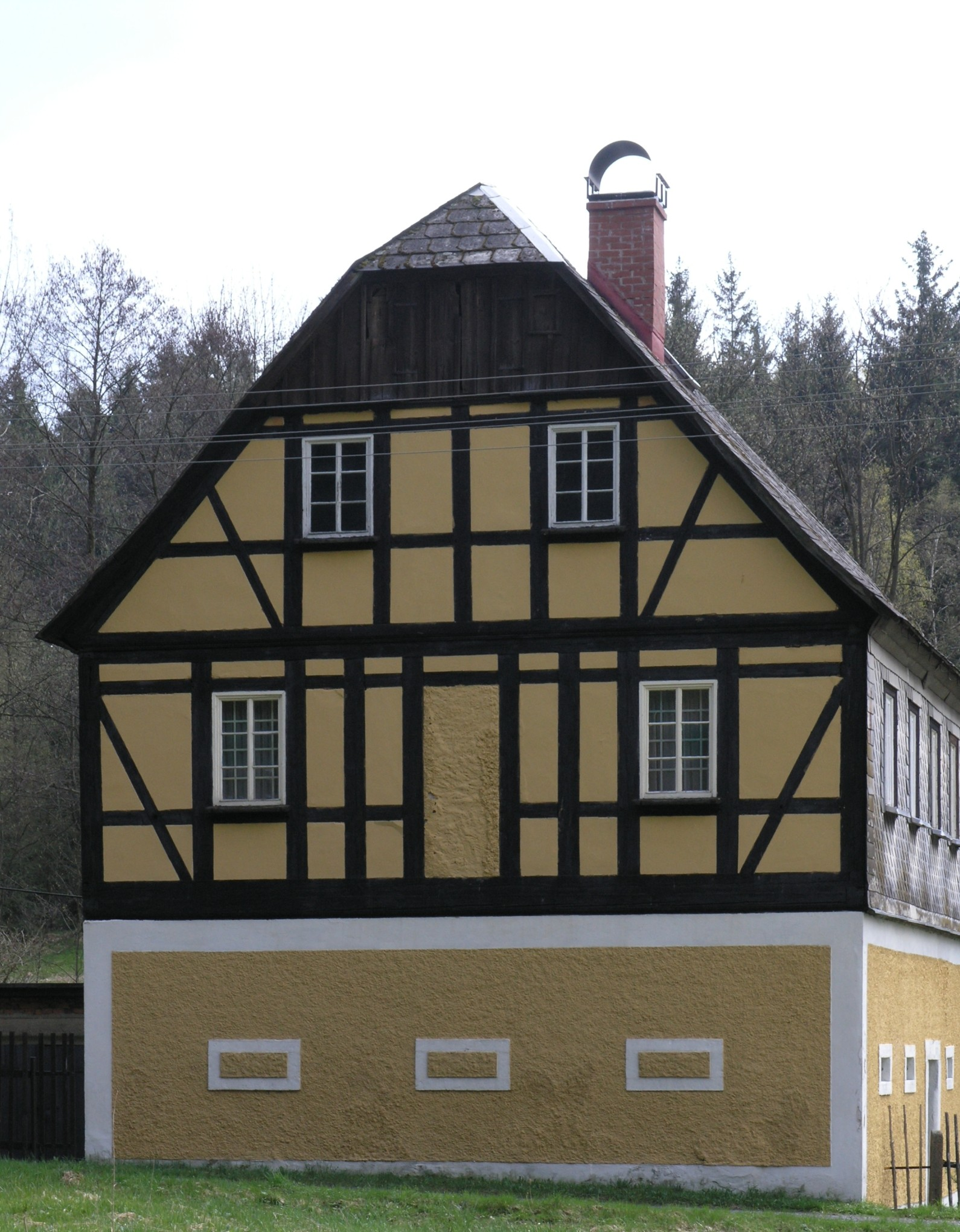
Hrázděné patro na zděném přízemku, Brtníky čp. 237, okres Děčín

Hrázděná stavba (německy Fachwerkbau nebo Fachwerkhaus) je stavba, jejíž stěny jsou vybudovány technikou hrázdění. Na české území pronikla koncem 15. století spolu s německými přistěhovalci. Setkáme se s ní hlavně v severních a západních Čechách, tj. bývalých německojazyčných oblastech, a to téměř výhradně v kombinaci s roubenou nebo zděnou stavbou.

## Konstrukce
Hrázděná stěna je konstruována z hraněných svislých a vodorovných trámků zpevněných šikmými vzpěrami. Tato kostra má nosnou funkci a její volný vnitřní prostor je vyplněn materiálem bez nosné funkce (mazanina, vepřovice, později pálené cihly).

## Hrázděné kostely

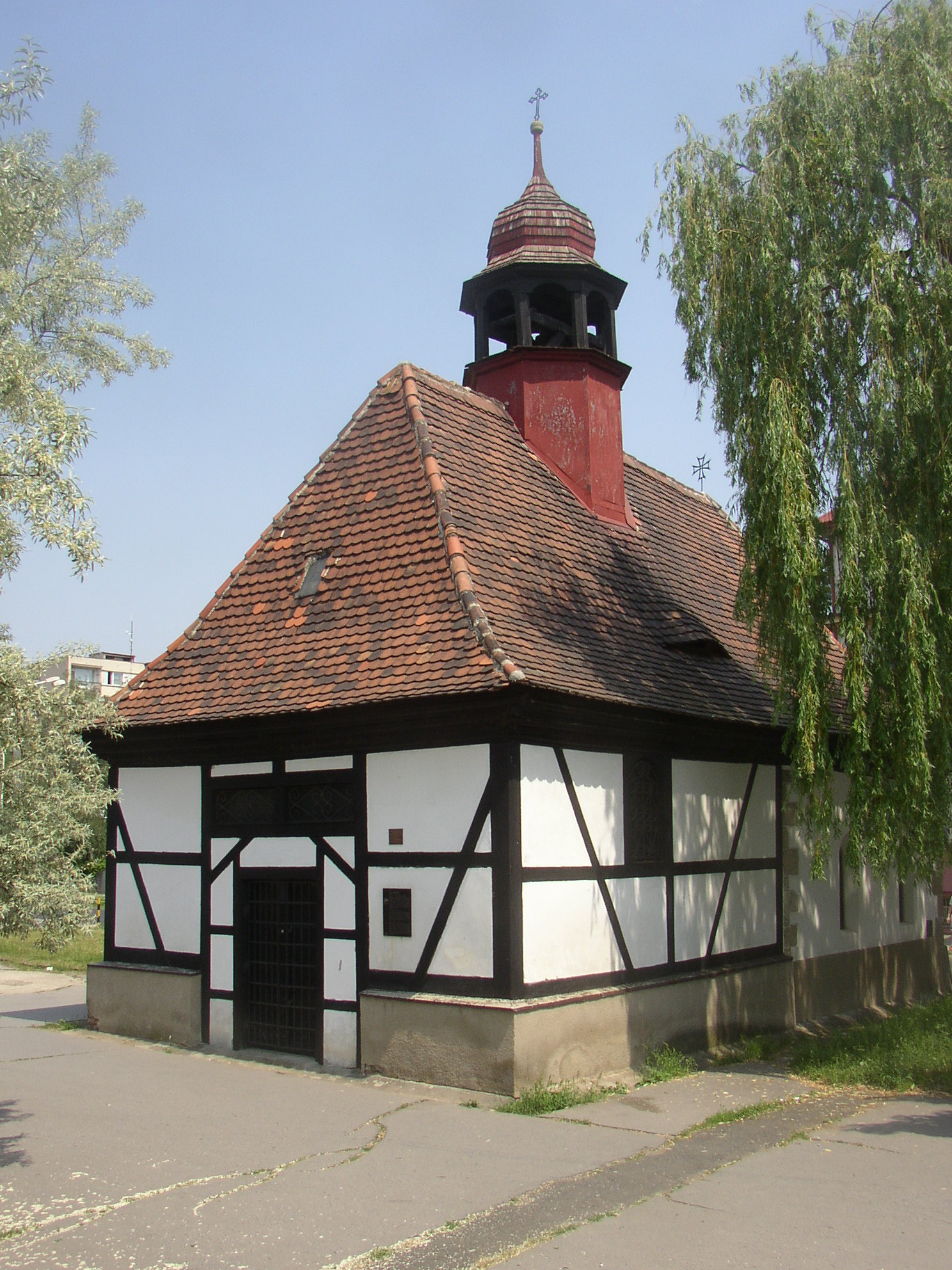
Kostelík sv. Václava na Dolním předměstí v Žatci

Oblast hrázděných kostelů se táhne Evropou od Nizozemí přes severní a střední Německo až do východního Pruska a do jisté míry kopíruje tzv. izoglosu hrázděné architektury. Ojedinělá koncentrace hesenských hrázděných kostelů, zejména v oblasti Vogelbergu souvisí s reformací. Za hesenského lanckraběte Filipa Velkodušného byla na synodě v Homburgu zahájena roku 1526 reformace a díky tomu mnoho vesnic, které neměly vlastní kostel, dostalo povolení postavit si vlastní. Tak se vyvinula jedinečná kulturní krajina s množstvím hrázděných kostelů.
Pro jejich nejstarší vrstvu z doby kolem 1500–1650 jsou charakteristické příkré proporce, obvykle pravoúhlé kněžiště a horní patro, často využívané čistě k profánním účelům, ponejvíce jako sýpky (např. kostel ve Wagenfurthu). Až kolem roku 1700 se začínají pravidelně objevovat polygonální kněžiště.
Další velkou oblastí, kde se lze setkat s hrázděnými kostely, je polská část Slezska. Jde o území, kde je velká řada evangelických hrázděných kostelů, často úctyhodných rozměrů, jak je tomu např. u luteránského kostela ve Svídnici (Kostel míru ve Svídnici). I na českém území jsou dochovány čtyři hrázděné sakrální stavby, a to v severních a západních Čechách. Jedná se o kostel sv. Václava v Žatci, prvně doložený ve 14. století jako patronát místního cechu pekařů. Jeho dnešní podoba pochází z roku 1684, kdy ho měšťan Johann Hossmann nechal rozšířit o hrázděnou loď. Dále jsou to špitální kostel Všech svatých v Jáchymově z roku 1516, poutní kaple Panny Marie v Podlesí, části obce Dolní Žandov v okrese Cheb, a kaple Nejsvětější Trojice (hrázděná část pochází z roku 1753) ze zaniklých Žichlic u Modlan, přenesená do skanzenu v obci Zubrnice.

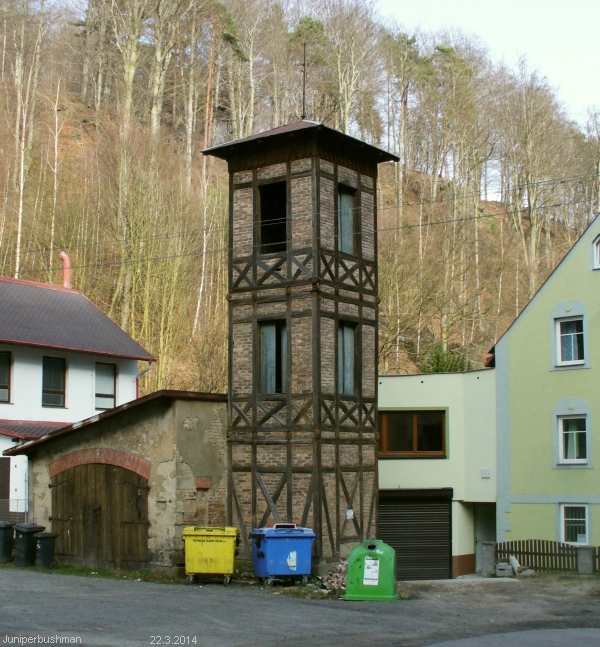
Hasičská věž v Děčíně-Přípeři